# Cycle soufre-iode
Le cycle iode-soufre (cycle IS ou S-I en anglais) est une série de processus thermochimiques utilisée pour la production d'hydrogène. Il consiste en trois réactions chimiques dont le réactif net est l'eau et dont les produits nets sont de l'hydrogène et de l'oxygène.

## Principe
Les trois réactions chimiques concernées sont : 
I2 + SO2 + 2 H2O → 2 HI + H2SO4            (réaction 1 à 120 °C)
2 H2SO4 → 2 SO2 + 2 H2O + O2               (réaction 2 à 830 °C)
2 HI → I2 + H2                                            (réaction 3 à 320 °C)
Le soufre et l'iode sont récupérés et réutilisés, ce qui fait que le procédé global peut être considéré comme un cycle. Il constitue un moteur thermique chimique. L'aspect thermique est présent dans le cycle par un important transfert de chaleur dans la réaction à haute température 2, endothermique et la distillation des acides HI et H2SO4 ; chaleur évacuée lors de la réaction exothermique 1 se produisant à basse température (cette chaleur pourrait éventuellement être exploitée en cogénération). La différence entre la chaleur entrant dans le cycle et la chaleur quittant le cycle sort du cycle sous la forme de la chaleur de combustion de l'hydrogène produit.

## Recherches
Le cycle IS a été essentiellement étudié chez General Atomics dans les années 1970. L'Agence japonaise sur l'énergie nucléaire (JAEA : Japan Atomic Energy Agency) a procédé à des expériences sur le cycle IS avec l'intention d'utiliser les réacteurs nucléaires de génération IV à haute température afin de produire de l'hydrogène. Des projets de tests de pilote à grande échelle sont en cours de réalisation pour la production d'hydrogène. Dans le cadre d'une initiative internationale de recherche sur l'énergie nucléaire (INERI : International Nuclear Energy Research Initiative), le Commissariat à l'énergie atomique français, General Atomics et les Laboratoires Sandia effectuent depuis 2007 un test d'un pilote du procédé iode-soufre. Des recherches complémentaires sont menées au laboratoire national de l'Idaho (USA), en Corée, en Inde et en Italie.

## Économie de l'hydrogène
Le cycle iode-soufre a été proposé comme un moyen de production d'hydrogène pour une économie basée sur l'hydrogène. Avec un rendement pouvant atteindre 50 %, il est potentiellement plus rentable que les voies électrolytiques, et ne requiert pas d'hydrocarbures comme dans les méthodes concurrentes de reformage, mais de l'uranium ou des concentrateurs de chaleur solaire (fours solaires). En revanche, outre l'acide sulfurique et les températures élevées, le procédé utilise de grandes quantités d'iode et d'acide iodhydrique, des substances corrosives, ce qui complique fortement sa mise en œuvre industrielle. D'importantes recherches complémentaires pour mettre au point des matériaux résistants à la corrosion à haute température doivent encore être menées avant que le cycle IS ne puisse devenir, le cas échéant, une source viable et économique d'hydrogène. Les premiers réacteurs nucléaires de génération IV ne sont pas attendus avant 2030.